# Zarqī
Zarqī (persiska: زرقی) är en ort i Iran.   Den ligger i provinsen Khorasan, i den nordöstra delen av landet, 600 km öster om huvudstaden Teheran. Zarqī ligger 1 317 meter över havet och antalet invånare är 214.
Terrängen runt Zarqī är kuperad åt sydost, men åt nordväst är den platt. Runt Zarqī är det ganska glesbefolkat, med 29 invånare per kvadratkilometer. Närmaste större samhälle är Solţānābād, 14,0 km nordväst om Zarqī. Trakten runt Zarqī består i huvudsak av gräsmarker.